# Phường 5, thành phố Trà Vinh
Phường 5 là một phường thuộc thành phố Trà Vinh, tỉnh Trà Vinh, Việt Nam.

## Địa lý
Phường 5 nằm ở phía đông thành phố Trà Vinh, có vị trí địa lý:
- Phía đông và phía bắc giáp huyện Châu Thành
- Phía tây giáp Phường 3 và Phường 4
- Phía nam giáp Phường 9.

Phường 5 có diện tích 2,23 km², dân số năm 2022 là 11.196 người, mật độ dân số đạt 5.020 người/km².

## Hành chính
Phường 5 được chia thành 4 khóm: 1, 2, 3, 4.

## Lịch sử
Sau năm 1975, Phường 5 thuộc thị xã Trà Vinh.
Ngày 4 tháng 3 năm 2010, Chính phủ ban hành Nghị quyết số 11/NQ-CP về việc thành lập thành phố Trà Vinh thuộc tỉnh Trà Vinh. Phường 5 trực thuộc thành phố Trà Vinh.